# 沈妙容
沈妙容（6世紀—7世紀），南朝陈文帝陈蒨的皇后。吴兴武康（今浙江湖州）人，父亲是南梁安前中录事参军沈法深，母亲高氏。哥哥沈欽隨文帝征伐，以功累遷至貞威將軍。

## 生平
南梁大同年间，十餘岁的沈妙容嫁给了陈蒨。侯景之乱时，陈蒨和沈氏在吴兴被侯景等人俘虜，侯景之乱平定后，才被放出来。557年，陈蒨的叔叔陈武帝陈霸先建立南陈，陈蒨受封为临川郡王，沈氏封为临川王妃。559年，陈霸先病逝，陈蒨即位，是为陈文帝，沈妃被立为皇后。追赠父沈法深为光禄大夫，爵建成县侯；追封母高氏为绥安县君。沈皇后生有两子：废帝陈伯宗和陈伯茂。陈蒨男女兼爱，沈皇后并无过宠。
566年，陈蒨病逝，儿子陈伯宗即位后，沈皇后被尊为皇太后，所居宫殿称为安德宫。陈伯宗生性懦弱。皇叔安成王陈顼乘机专权。沈太后见陈顼专权，意图篡位，乃贿赂宦官蒋裕，要他诱使建安人张安国据郡起義，企图推翻陈顼。张安国被人告发，陈顼将他杀死。由于沈太后身边的宫女侍从知道蒋裕、张安国謀反的内情，沈太后將自己宫中所有仆婢灭口。
568年，陈顼夺取帝位，废陈伯宗为临海王，降嫂嫂沈妙容为皇嫂文皇后，又称安德皇后。陈伯茂对此不满，當日即被陈顼杀害。兩年後陈伯宗也死去，年僅16週歲（一說為18周歲）。
589年，陈朝灭亡后，陳朝皇族成員皆被隋军掳到长安，沈妙容也在其中。隋炀帝大业初年，她从长安返回江南故鄉，不久后去世，享年70多歲。 

## 延伸阅读
[在维基数据编辑]
 《陳書·卷7》，出自姚思廉《陳書》
 《南史·卷12》，出自李延壽《南史》

| 前任： 章要儿 | 南朝陈皇后 559年—566年 | 繼任： 废帝王皇后 |